# Novo Goražde
Novo Goražde (în sârbă Ново Горажде, „Noul Goražde”) este o comună situată în Republica Srpska, o entitate din statul modern Bosnia și Herțegovina. Centrul său este satul Kopači. Conform recensământului din 2013, comuna a avut o populație de 3.117 locuitori, iar satul Kopači a avut 146 de locuitori.

## Istorie
Goražde a fost menționat în 1379 ca centru comercial și așezare urbană, cu legături de comerț cu caravana cu Dubrovnik. A fost menționat ca oraș deschis în 1444. Cetatea medievală Samobor construită de marele duce Stjepan Vukčić Kosača s-a aflat în comună. Ducele Sfântului Sava Stjepan Vukčić a construit Biserica Sf. Gheorghe situată în Donja Sopotnica.
În perioada 1519-1523, tipografia din Goražde a funcționat în Novo Goražde, fiind a doua cea mai veche din Balcani. A fost finanțată și administrată de Božidar Ljubavić, cunoscut și ca Božidar Goraždanin, acesta a fost un comerciant important din Goražde. Fiul său, Teodor Ljubavić, ieromonah la Mănăstirea Mileševa, a coordonat și supravegheat activitatea de tipărire.
Calea ferată est-bosniacă de la Sarajevo la Uvac⁠(d) și Vardište⁠(d) a fost construită prin Ustiprača în timpul stăpânirii austro-ungare. Numele gării în acel moment a fost Ustiprača-Goražde. Construcția liniei a început în 1903. A fost finalizată în 1906, cu un ecartament de 760 mm. Cu un cost de 75 de milioane de coroane din aur, aproximativ 450 de mii de coroane din aur pe kilometru, a fost una dintre cele mai scumpe căi ferate din lume construite până atunci. Linii noi au fost construite de la Uvac la Priboj și de la Vardište la Belgrad în 1928. În 1939, gara Ustiprača a devenit o stație de cale ferată către Sarajevo, Belgrad și Foča, după ce a fost construită o linie de ramificație de la Ustiprača la Foča. Întreaga linie a fost închisă în 1978 și apoi demontată.

### Războiul din Bosnia

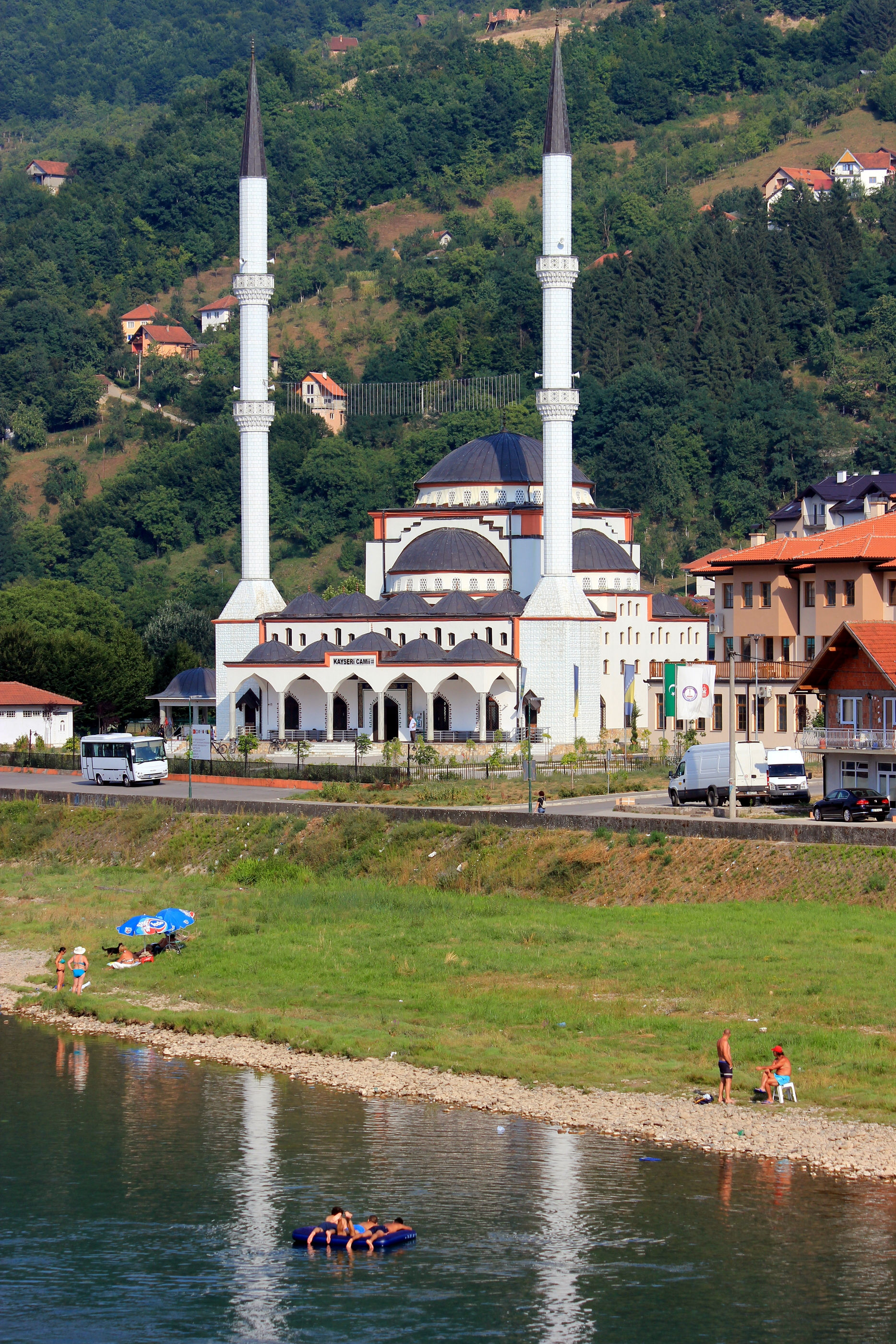
Moscheea din Goražde

Din 1992 până în 1995, în timpul războiului din Bosnia, Goražde a fost una dintre cele șase enclave bosniace, împreună cu Srebrenica și Žepa⁠(d), înconjurate și asediate de armata sârbă bosniacă. În aprilie 1993 a fost transformată într-o zonă sigură a Organizației Națiunilor Unite, în care ONU trebuia să descurajeze atacurile asupra populației civile. Între 30 martie și 23 aprilie 1994, sârbii au lansat o ofensivă majoră împotriva orașului. După atacurile aeriene împotriva tancurilor și avanposturilor sârbe și un ultimatum NATO, forțele sârbe au acceptat să-și retragă artileria și vehiculele blindate la 20 km  depărtare față  de oraș. În 1995, a fost din nou vizat de sârbii bosniaci, care au ignorat ultimatumul și au lansat un atac asupra posturilor de pază ale ONU. Aproximativ 350 de militari ai ONU au fost luați ostatici, dar oamenii rămași de la Royal Welch Fusiliers, care erau deja staționați acolo și trupele bosniace de consolidare au împiedicat sârbii bosniaci să preia orașul. A evitat soarta orașului Srebrenica, unde sârbii bosniaci au continuat atacul și masacrul după prima încercare eșuată.
După Acordul de la Dayton, a fost stabilit un coridor sanitar între Goražde și Federație.
În 1994, comuna a fost creată prin împărțirea comunei preexistente Goražde între Republica Srpska și Federația Bosniei și Herțegovinei prin Acordul de la Dayton. Denumirea inițială a comunei a fost Srpsko Goražde („Goražde sârbesc”), dar în 2004 numele a fost declarat neconstituțional și a fost temporar schimbat în Ustiprača. Numele actual a fost adoptat un an mai târziu, în 2005.

## Demografie

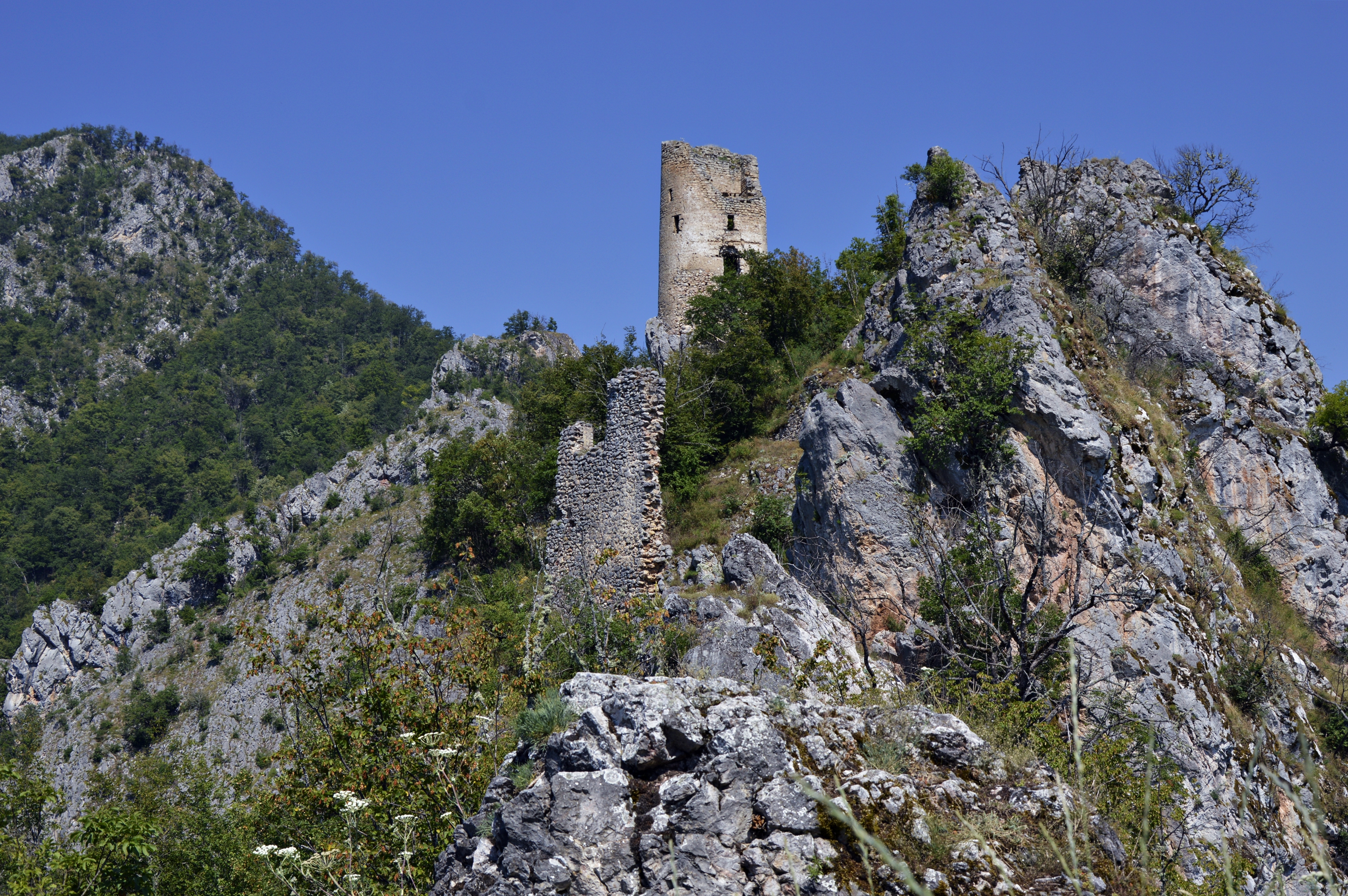
Cetatea Samobor

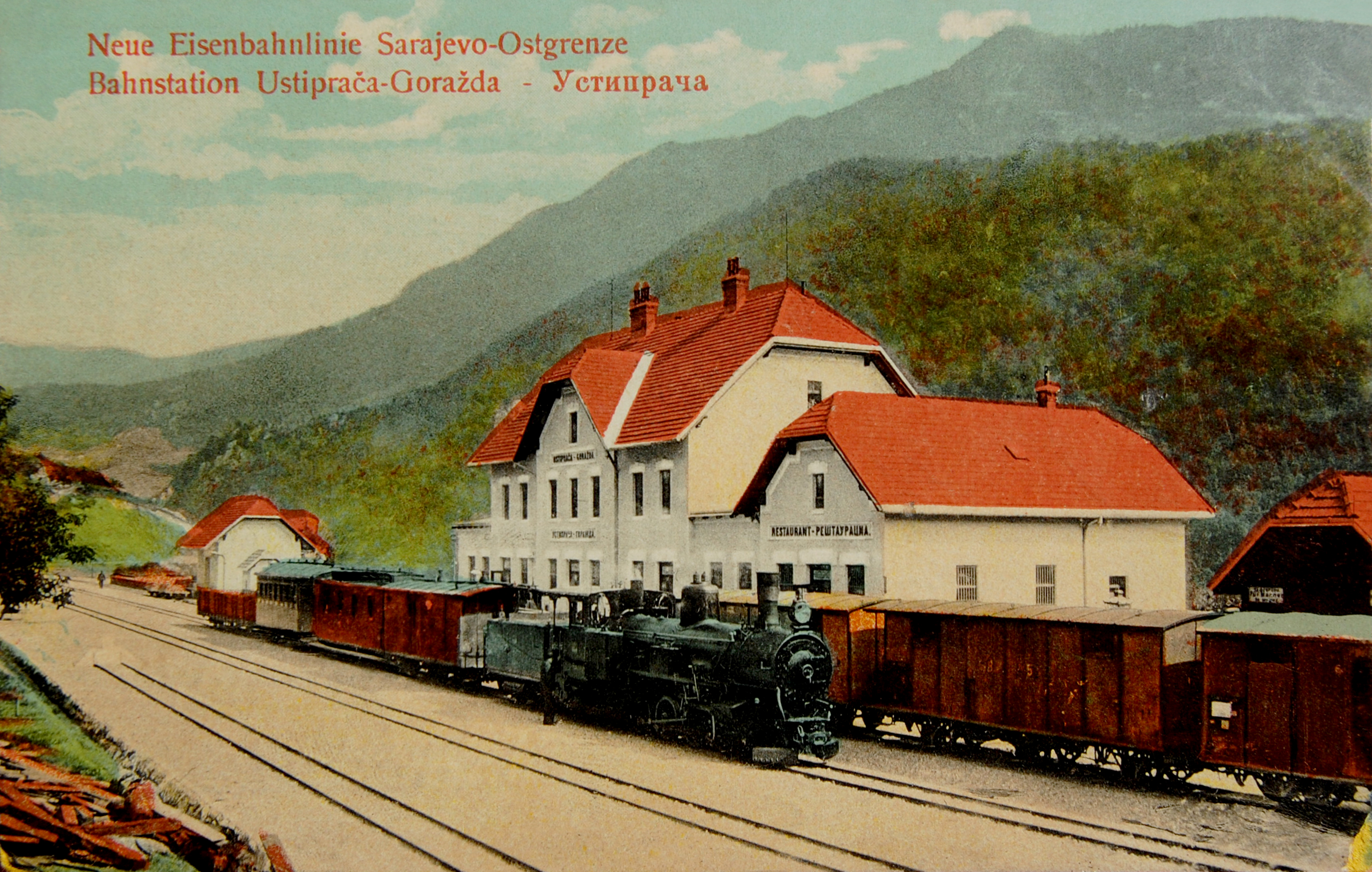
Gara Ustiprača după inaugurarea din 1906

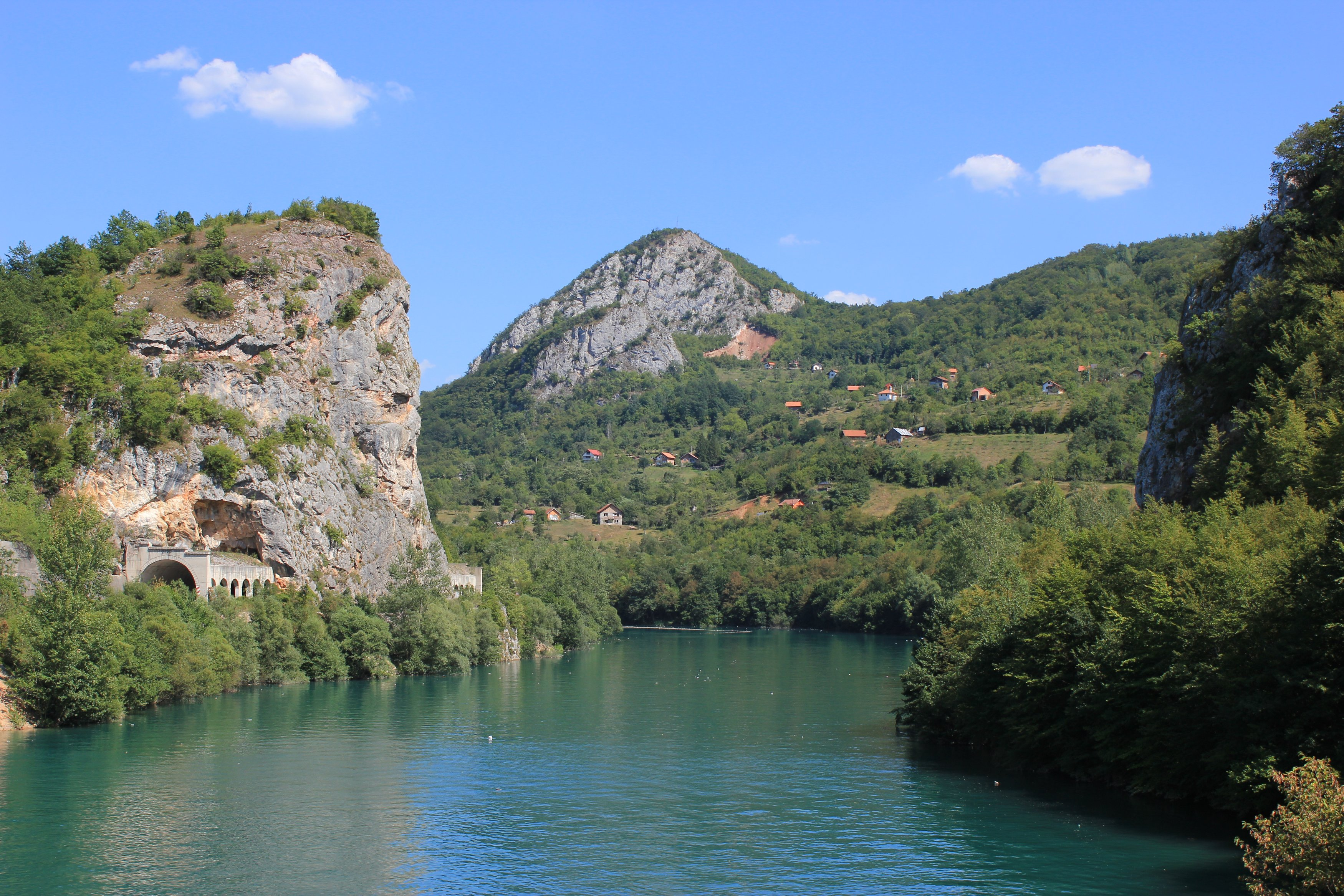
Râul Drina în Ustiprača

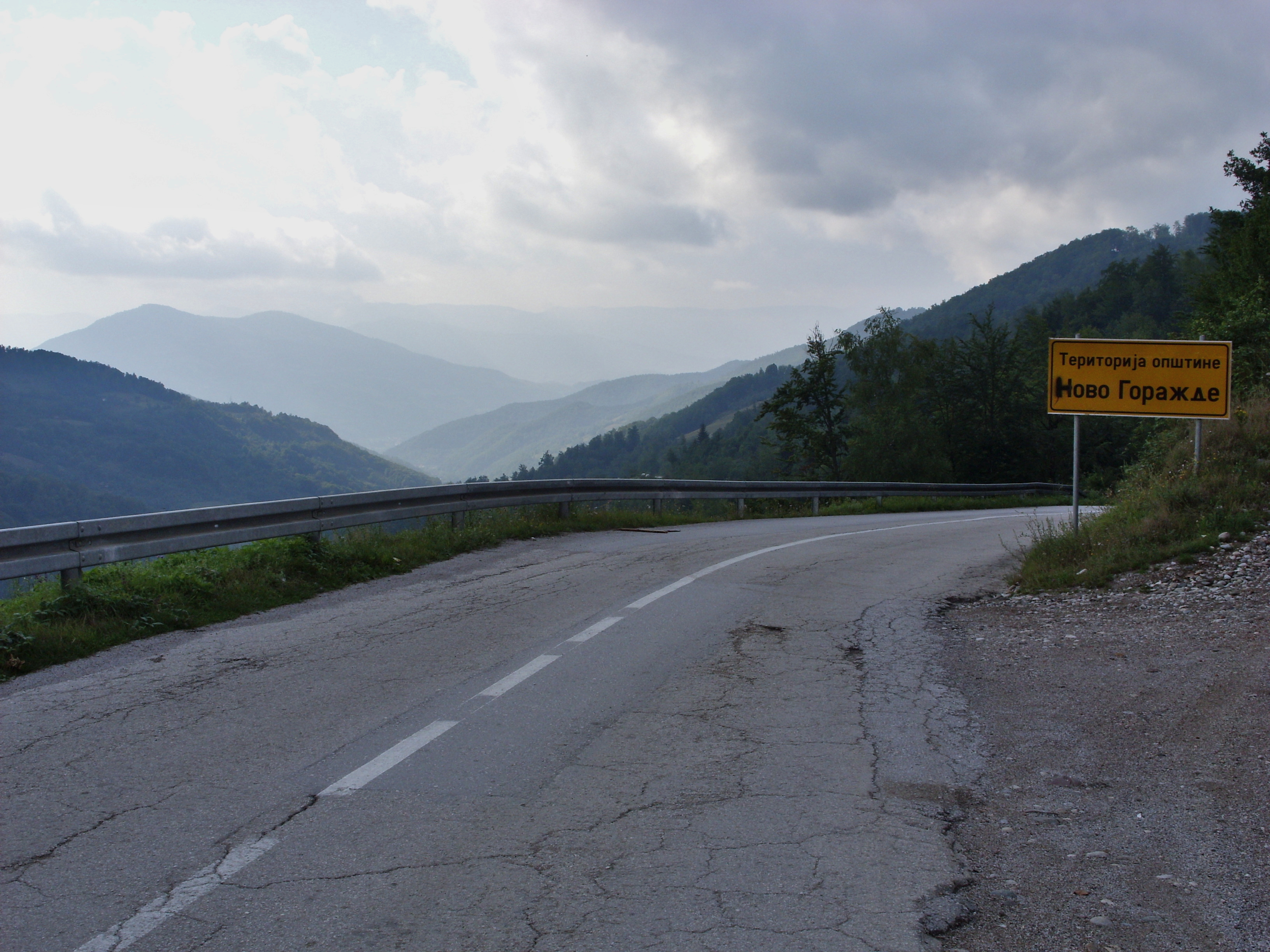
Intrare rutieră către Novo Goražde

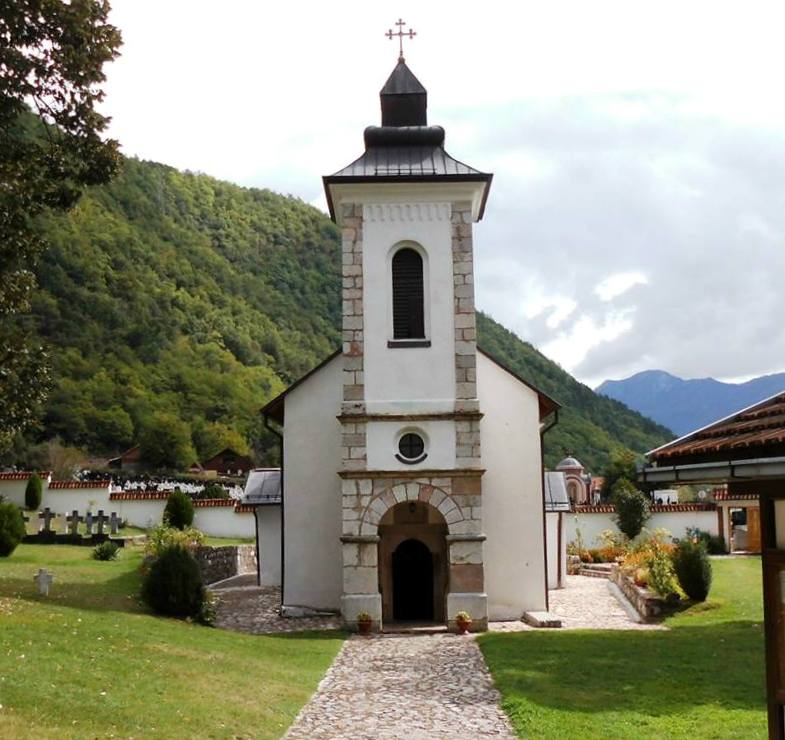
Biserica Sfântul Gheorghe din satul Sopotnica, fondată de ducele Sfântului Sava Stjepan Vukčić Kosača unde a funcționat tipografia din Goražde

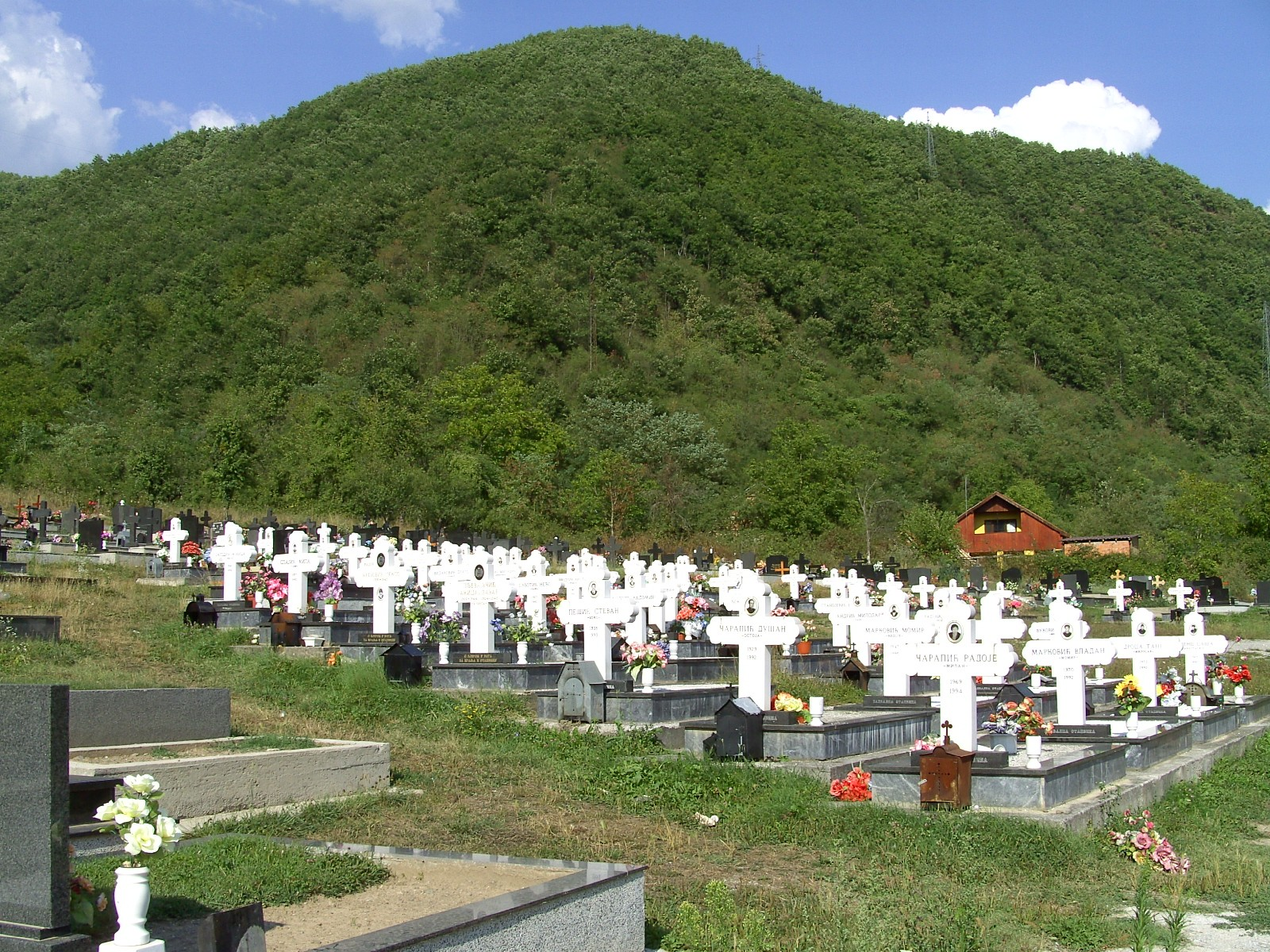
Cimitirul din Novo Goražde

### Populația după așezare
| Așezare          | Populație (recensământul din 2013) | Populație (recensământul din 1991) |
| ---------------- | ---------------------------------- | ---------------------------------- |
| Bašabulići       | 9                                  | 70                                 |
| Blagojevići      | 0                                  | 13                                 |
| Bogdanići        | 27                                 | 65                                 |
| Borak Brdo       | 39                                 | 22                                 |
| Borova           | 0                                  | 31                                 |
| Bošanje          | 0                                  | 25                                 |
| Bučje            | 23                                 | 90                                 |
| Donje Selo       | 5                                  | 18                                 |
| Dragolji         | 8                                  | 0                                  |
| Dragovići        | 12                                 | 55                                 |
| Džuha            | 1                                  | 21                                 |
| Gojčevići        | 14                                 | 48                                 |
| Gradac           | 82                                 | 145                                |
| Hajradinovići    | 2                                  | 13                                 |
| Hladila          | 51                                 | 93                                 |
| Hrid             | 9                                  | 24                                 |
| Hrušanj          | 15                                 | 0                                  |
| Hubjeri          | 80                                 | 80                                 |
| Jabuka           | 5                                  | 20                                 |
| Kanlići          | 25                                 | 20                                 |
| Karauzovići      | 9                                  | 32                                 |
| Karovići         | 2                                  | 114                                |
| Kopači           | 146                                | 230                                |
| Kostenik         | 24                                 | 58                                 |
| Krašići          | 40                                 | 91                                 |
| Ljeskovik        | 0                                  | 20                                 |
| Mašići           | 251                                | 294                                |
| Milanovići       | 0                                  | 0                                  |
| Nevorići         | 23                                 | 107                                |
| Novakovići       | 2                                  | 105                                |
| Odžak            | 7                                  | 71                                 |
| Podhomara        | 0                                  | 56                                 |
| Podkozara Donja  | 157                                | 256                                |
| Podkozara Gornja | 92                                 | 136                                |
| Podmeljine       | 0                                  | 30                                 |
| Pribjenovići     | 18                                 | 34                                 |
| Prolaz           | 2                                  | 20                                 |
| Pršeši           | 11                                 | 26                                 |
| Radići           | 0                                  | 0                                  |
| Radijevići       | 2                                  | 41                                 |
| Radmilovići      | 0                                  | 42                                 |
| Rusanj           | 19                                 | 36                                 |
| Seoca            | 7                                  | 28                                 |
| Slatina          | 357                                | 390                                |
| Sopotnica        | 488                                | 268                                |
| Surovi           | 2                                  | 13                                 |
| Šovšići          | 0                                  | 14                                 |
| Šućurići         | 0                                  | 0                                  |
| Trebeševo        | 0                                  | 29                                 |
| Uhotići          | 0                                  | 5                                  |
| Ustiprača        | 278                                | 498                                |
| Vlahovići        | 33                                 | 76                                 |
| Zakalje          | 33                                 | 64                                 |
| Zapljevac        | 43                                 | 128                                |
| Zemegresi        | 3                                  | 41                                 |
| Zidine           | 556                                | 276                                |
| Zorlaci          | 15                                 | 41                                 |
| Žigovi           | 12                                 | 29                                 |
| Žitovo           | 0                                  | 15                                 |
| Živojevići       | 11                                 | 34                                 |
| Žuželo           | 37                                 | 114                                |
| Total            | 3,117                              | 4,715                              |

### Compoziție etnică
| Etnie    | Populația (Recensământul din 2013) | Populația (Recensământul din 1991) |
| -------- | ---------------------------------- | ---------------------------------- |
| Total    | 3.117 (100,0%)                     | 4.715 (100,0%)                     |
| Bosniaci | 1.459 (46,8%)                      | 3.614 (76,6%)                      |
| Croați   | 2 (0,1%)                           | 4 (0,1%)                           |
| Sârbi    | 1.618 (51,9%)                      | 1.020 (21,6%)                      |
| Alții    | 38 (1,2%)                          | 77 (1,6%)                          |